# Championnat de France masculin de water-polo 2010-2011
Navigation
Édition précédente Édition suivante
La saison 2010-2011 de l'élite est l'édition de la première division du championnat de France de water-polo, organisée par la Fédération française de natation (FFN). Elle est remportée, le 19 juin 2011, pour la trente-troisième fois par le Cercle des nageurs de Marseille
Dix équipes s'opposent en une série de dix-huit rencontres jouées durant la phase régulière. Les quatre meilleures se rencontrent ensuite en phase finale, en juin 2011, pour le titre de champion.
En début de saison, le Nautic Club angérien et le Cercle des nageurs noiséens quittent l'élite et sont remplacés par les promus Reims Natation 89, champion de national 1 la saison précédente, et Taverny Sports nautiques 95. En fin de saison, le promu rémois est relégué et remplacé par le club noiséens, devenu champion de national 1.
Du 22 janvier au 12 mars 2011, dans le contexte d'un conflit entre des arbitres et la FFN, les dix clubs, tous membres de l'Association des clubs de water-polo français (ACWF), décident de ne plus jouer dans des conditions arbitrales qu'ils jugent insatisfaisantes.

## Les 10 clubs participants
| Club                               | Dernière montée | Classement 2009-2010 (après finales) | Entraîneurs (au 1er octobre 2010) | depuis                | Piscine                          | Capacité (spectateurs) |
| ---------------------------------- | --------------- | ------------------------------------ | --------------------------------- | --------------------- | -------------------------------- | ---------------------- |
| Aix-en-Provence Natation           | 2009            | 8                                    | Alexandre Donsimoni               |                       | piscine Yves Blanc               |                        |
| Cercle des nageurs d'Aix-les-Bains | 2003            | 6                                    | Ivan Saric                        | 2010                  | centre nautique d'Aix-les-Bains  |                        |
| Francs nageurs cheminots de Douai  | 2005            | 3                                    | Mathieu Canonne Bertrand Brochot  |                       | piscine des Glacis               |                        |
| Cercle des nageurs de Marseille    |                 | 1                                    | Petar Kovačević                   | 2006[réf. nécessaire] | piscine Pierre-Garsau            |                        |
| Montpellier Water-Polo             | 1996,           | 2                                    | Fabien Vasseur                    | 1998                  | piscine olympique d'Antigone     | 2000                   |
| Olympic Nice Natation              |                 | 4                                    | Samuel Nardon Julius Izdinsky     | 2010 2005             | piscine Jean-Bouin               |                        |
| Reims Natation 89                  | 2010            | Promu (champion N1)                  | Franck Missy                      | 2007                  | piscine Nautilud                 | 600                    |
| Dauphins FC Sète                   | 1987            | 7                                    | Marian Mihalka                    | 2008                  | centre balnéaire Raoul-Fonquerne |                        |
| Société de natation de Strasbourg  |                 | 5                                    | Sébastien Bérenguel               |                       | piscine de la Kibitzenau         |                        |
| Taverny Sports nautiques 95        | 2010            | Promu (barrage)                      | Marc Amardeilh Lionel Notreami    | 2008                  | piscine municipale de Taverny    |                        |

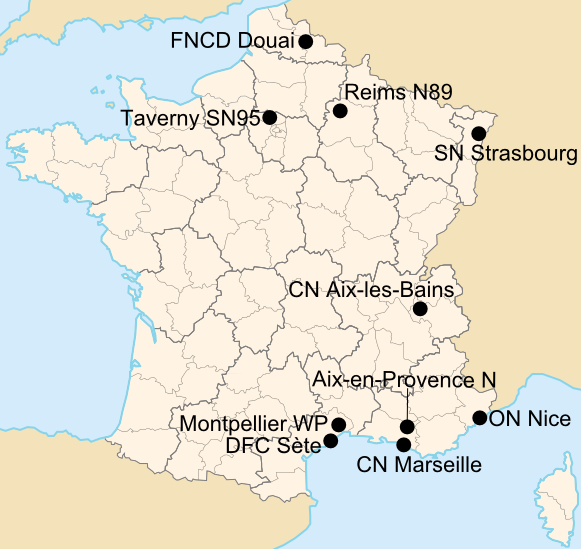
Localisation des clubs engagés dans le championnat.

Le tri des noms de club s'effectue à partir de la première lettre du nom de la ville du club.
Par ailleurs, depuis janvier 2009, l'entraîneur du Cercle des nageurs de Marseille, Petar Kovačević, est le sélectionneur et entraîneur de l'équipe de France masculine. Il est assisté par Samuel Nardon, entraîneur du Nautic Club angérien passé à l'inter-saison à l'Olympic Nice Natation.

## Compétition

### Phases
Dix-huit journées constituent la phase régulière d'octobre 2010 à mai 2011. Chaque équipe se rencontre deux fois.
En juin 2011, entre les quatre premiers de la phase régulière, est organisée une phase finale (demi-finales et finale) pour déterminer le champion élite. Chaque étape se remporte au meilleur de trois matches avec aller chez le moins bien classé de la phase régulière, retour et match d'appui chez le mieux classé la semaine suivante.

### Règlement
Pendant la saison 2010-2011, les circonstances rendent certains points du règlement applicables à partir de la neuvième journée (non disponibilité des arbitres fédéraux de l'élite) et des journées suivantes non jouées par les clubs.
Concernant l'arbitrage, le règlement prévoit des désignations « par la sous-commission fédérale des officiels de water-polo », ainsi que la prise en charge des frais de déplacement et de séjour par la fédération. Cependant, un article suivant énonce que « le club organisateur doit obligatoirement assurer le déroulement du match prévu et ne pourra, en aucun cas, invoquer l’absence des arbitres pour ne pas remplir cette obligation. »
Concernant les matches non joués, une équipe est déclarée « forfait général » si elle est déclarée forfait lors de deux rencontres. Dans ce cas, elle est retirée du championnat, disparaît du classement, ainsi que les résultats des matches qu'elle a pu jouer.

### Qualifications et relégations
À l'issue de la phase finale, les qualifications pour la saison 2011-2012 sont déterminées ainsi : le premier et le deuxième accèdent au premier tour de l'Euroligue ; le troisième et le quatrième au premier tour du trophée de la Ligue européenne de natation.
Dans le cas où un club français atteindrait une des huit premières places du tour préliminaire de l'Euroligue, la fédération française pourrait obtenir une troisième place qualificative pour celle-ci. Le troisième du championnat obtiendrait une place pour son premier tour, le vice-champion se qualifierait pour le second tour et le champion de France participerait directement au tour préliminaire.
À l'issue d'une série éliminatoire entre les équipes classées de la cinquième à la huitième, jouée de la même façon que la phase finale entre les quatre premiers, le vainqueur et cinquième du championnat participe à la coupe de la Confédération méditerranéenne de natation 2011.
Si une des deux équipes françaises qualifiées pour l'Euroligue 2010-2011 plaçait la France à l'une des huit premières places par nation du tour préliminaire, le cinquième du championnat obtiendrait la seconde place qualificative pour le trophée LEN 2011-2012. En conséquence, c'est le sixième qui participerait à la coupe Comen.
Si un des clubs qualifiés en coupes d'Europe se désiste, l'inscription du club suivant au classement sera proposée à la Ligue européenne de natation.
Le dixième de la phase régulière est directement relégué en National 1. Le neuvième joue un barrage contre le deuxième de national 1 (ou le troisième si une des deux premières places est occupée par l'équipe résidente de l'INSEP) aux mêmes dates que les demi-finales.

## Phase régulière

### Classement final
Le classement est calculé avec le barème de points suivant : une victoire vaut trois points, le match nul un. La défaite ne rapporte aucun point. Au terme de la phase régulière, les équipes à égalité sont départagées d'après le score cumulé de leurs deux matches. Si nécessaire, les scores cumulés puis le nombre de buts inscrits face à chacune des autres équipes, selon leur classement, seront utilisés, voire une séance de tirs au but dans les cas ultimes.
| Rang | Équipe                               | Pts | J  | G  | N | P  | Bp  | Bc  | Diff |
| ---- | ------------------------------------ | --- | -- | -- | - | -- | --- | --- | ---- |
| 1*   | Montpellier Water-Polo V             | 47  | 18 | 15 | 2 | 1  | 223 | 127 | +96  |
| 2    | Cercle des nageurs de Marseille T CF | 47  | 18 | 15 | 2 | 1  | 238 | 121 | +117 |
| 3    | Olympic Nice Natation                | 44  | 18 | 14 | 2 | 2  | 172 | 127 | +45  |
| 4    | Cercle des nageurs d'Aix-les-Bains   | 34  | 18 | 11 | 1 | 6  | 162 | 144 | +18  |
| 5    | Francs nageurs cheminots de Douai    | 22  | 18 | 7  | 1 | 10 | 177 | 174 | +3   |
| 6    | Dauphins FC Sète                     | 22  | 18 | 7  | 1 | 10 | 189 | 194 | -5   |
| 7    | Taverny Sports nautiques 95 P        | 15  | 18 | 5  | 0 | 13 | 141 | 216 | -75  |
| 8    | Société de natation de Strasbourg    | 14  | 18 | 4  | 2 | 12 | 143 | 182 | -39  |
| 9    | Aix-en-Provence Natation             | 13  | 18 | 4  | 1 | 13 | 154 | 210 | -56  |
| 10   | Reims Natation 89 P                  | 5   | 18 | 1  | 2 | 15 | 146 | 250 | -104 |

P : promu de National 1 en 2010 ; T : tenant du titre 2010 ; V : Vice-champion 2010 ; CF : Vainqueur de la Coupe de France en 2010 .
Légende
- Place de qualification pour la série finale.
- Place de qualification pour la série de classement 5e-8e.
- Place de barragiste pour la relégation en National 1.
- Place de relégué en National 1.

- Selon les résultats des matches entre le CN Marseille et le Montpellier WP, ce dernier termine premier de la phase régulière :

| Hôte aller (15 janvier)         | aller | Score total | retour | Hôte retour (9 avril)  |
| ------------------------------- | ----- | ----------- | ------ | ---------------------- |
| Cercle des nageurs de Marseille | 10-10 | 19-20       | 9-10   | Montpellier Water-Polo |

### Journée par journée

#### Leader du championnat
Le numéro de journée correspond à l'ordre effectif des journées, et non à l'ordre prévu par le calendrier initial.

#### Évolution du classement
Le numéro de journée correspond à l'ordre effectif des journées, et non à l'ordre prévu par le calendrier initial.
Les notes signalent les matches qui ne sont pas comptabilisés dans le classement au moment de la journée (report, forfait).
| Club              | 1  | 2  | 3  | 4  | 5  | 6  | 7  | 8  | 9  | 10, | 11 | 12, | 13 | 14 | 15 | 16 | 17, | 18, | après finale |
| ----------------- | -- | -- | -- | -- | -- | -- | -- | -- | -- | --- | -- | --- | -- | -- | -- | -- | --- | --- | ------------ |
| Aix-en-Provence N | -  | 7  | 9  | 10 | 9  | 9  | 7  | 8  | 6  | 7   | 7  | 8   | 8  | 8  | 9  | 9  | 9   | 9   | 9            |
| CN Aix-les-Bains  | 2  | 6  | 4  | 4  | 4  | 4  | 4  | 4  | 4  | 4   | 4  | 4   | 4  | 4  | 4  | 4  | 4   | 4   | 4            |
| FNC Douai         | -  | 3  | 5  | 5  | 5  | 6  | 6  | 7  | 7  | 9   | 9  | 7   | 7  | 7  | 6  | 5  | 5   | 5   | 6            |
| CN Marseille      | -  | 2  | 2  | 2  | 1  | 1  | 1  | 1  | 1  | 1   | 1  | 2   | 3  | 3  | 3  | 3  | 1   | 2   | 1            |
| Montpellier WP    | 1  | 1  | 1  | 1  | 3  | 3  | 3  | 3  | 3  | 2   | 2  | 1   | 1  | 1  | 1  | 1  | 2   | 1   | 2            |
| ON Nice           | -  | 3  | 3  | 3  | 2  | 2  | 2  | 2  | 2  | 3   | 3  | 3   | 2  | 2  | 2  | 2  | 3   | 3   | 3            |
| Reims N89         | 10 | 10 | 7  | 9  | 10 | 10 | 10 | 10 | 10 | 10  | 10 | 10  | 10 | 10 | 10 | 10 | 10  | 10  | 10           |
| DFC Sète          | -  | 9  | 10 | 6  | 6  | 5  | 5  | 5  | 5  | 5   | 5  | 5   | 6  | 5  | 5  | 6  | 6   | 6   | 5            |
| SN Strasbourg     | 9  | 8  | 8  | 8  | 7  | 8  | 9  | 6  | 8  | 6   | 6  | 6   | 5  | 6  | 7  | 7  | 8   | 8   | 8            |
| Taverny SN95      | -  | 3  | 6  | 7  | 8  | 7  | 8  | 9  | 9  | 8   | 8  | 9   | 9  | 9  | 8  | 8  | 7   | 7   | 7            |

Légende des couleurs pour les journées de la phase régulière
- Place de qualification pour la série finale.
- Place de qualification pour la série de classement 5e-8e.
- Place de barragiste pour la relégation en National 1.
- Place de relégué en National 1.

Légende pour le classement final
- Qualification pour l'Euroligue.
- Qualification pour le trophée LEN.
- Qualification pour la coupe Comen.
- Relégation en National 1.

### Résultats des matches

#### Tableau synthétique
mise à jour: 21 mai 2010
| Résultats (dom.\ext.)                                              | APN   | CNAB  | FNCD | CNM   | MWP   | ONN   | RN89  | DFCS  | SNS   | TSN95 |
| Aix-en-Provence N                                                  |       | 8-9   | 5-8  | 8-18  | 9-17  | 4-6   | 13-4  | 9-17  | 11-9  | 13-4  |
| CN Aix-les-Bains                                                   | 11-4  |       | 7-6  | 8-11  | 6-6   | 5-8   | 15-10 | 8-6   | 11-6  | 16-5  |
| FNC Douai                                                          | 13-6  | 13-8  |      | 11-13 | 4-11  | 8-10  | 17-9  | 11-8  | 18-13 | 16-7  |
| CN Marseille                                                       | 19-4  | 10-4  | 13-3 |       | 10-10 | 10-6  | 16-4  | 15-9  | 14-4  | 16-6  |
| Montpellier WP                                                     | 15-8  | 9-5   | 12-6 | 10-9  |       | 11-8  | 20-6  | 14-9  | 12-6  | 17-9  |
| ON Nice                                                            | 13-7  | 11-5  | 12-8 | 6-6   | 8-7   |       | 14-8  | 9-8   | 5-4   | 7-2   |
| Reims N89                                                          | 10-12 | 10-15 | 9-9  | 7-15  | 5-12  | 8-17  |       | 13-16 | 9-9   | 7-5   |
| DFC Sète                                                           | 16-14 | 8-9   | 9-8  | 8-15  | 8-14  | 10-10 | 18-9  |       | 13-10 | 14-9  |
| SN Strasbourg                                                      | 11-11 | 6-8   | 10-9 | 5-9   | 5-13  | 9-10  | 12-9  | 5-3   |       | 11-6  |
| Taverny SN95                                                       | 10-8  | 7-12  | 12-9 | 8-19  | 6-13  | 7-12  | 15-9  | 12-9  | 11-8  |       |
| - Victoire à domicile - Victoire à l'extérieur - Match non disputé |       |       |      |       |       |       |       |       |       |       |

n.j. : non joué - rep. : reporté - 8-0 : score (en italique) d'un forfait de l'équipe visiteur

### Classement des buteurs

#### Classement de l'ACWF
Depuis la saison 2008-2009, un membre de l'Union Saint-Bruno, au nom de l'Association des clubs de water-polo français, archive les copies de feuilles de matches qui lui sont envoyées par les clubs. Il en tire régulièrement un classement des buteurs qui a servi pour l'Association des clubs de water-polo français à déterminer que le meilleur buteur de la saison est Ivan Delas, joueur croate du Dauphins FC Sète avec cinquante-six buts.
| Rang                                      | Joueur          | Club                     | Buts |
| ----------------------------------------- | --------------- | ------------------------ | ---- |
| 1                                         | Ivan Delaš      | Dauphins FC Sète         | 56   |
| 2                                         | Mathieu Peisson | Montpellier Water-Polo   | 53   |
| 3                                         | Zoltán Varga    | Aix-en-Provence Natation | 47   |
| Source : Forum du club Union Saint-Bruno. |                 |                          |      |

### Événements de la saison

#### Transferts à l'intersaison 2010
Les deux Néerlandais du Montpellier Water-Polo quittent le club : Matthijs De Bruijn en fin de carrière et Richard Van Eck pour poursuivre ses études ; ainsi que son gardien de but depuis 2004, Soufien Riabi. Les joueurs du club héraultais des Dauphins de Sète, Quentin Chipotel et Geoffrey Laux, le gardien du club hongrois Ferencvárosi TC, Gábor Jászberényi, le Monténégrin Nikola Popović du club israélien Zvulun Palram, et un jeune gardien, Olivier Aulas du Taverny Sport Nautique 95 arrivent.
À l'Olympic Nice natation, l'entraîneur Branko Bjelanović est remplacé par l'entraîneur adjoint de l'équipe de France masculine, Samuel Nardon, qui quitte le relégué Nautic Club angérien.
Quatre joueurs du promu, Reims Natation 89, quittent le club : le Hongrois Juhász Endre Juhász sur transfert au Racing club d'Arras (national 1), ainsi que Xavier Legranger, le gardien Philippe Poulain et Guillaume Sellier pour arrêt de la compétition. En compensation, le club a recruté au printemps 2010 le Croate Ivor Eskinja arrivant du Nautic Club angérien (élite relégué en national 1),.

#### Coupe de France
En ouverture de la saison, neuf des dix clubs (le Taverny sports nautiques 95 est absent) se retrouvent avec trois clubs de national 1 en coupe de France du 1er au 3 octobre 2010 à Lille et Douai. Elle est remportée par le Cercle des nageurs de Marseille après trois victoires contre la Société de natation de Strasbourg en quart de finale (17 buts à 11), Montpellier Water-Polo en demi-finale (8 buts à 7) et l'Olympic Nice natation en finale (14 buts à 6). Le promu Reims Natation 89 est battu en huitième de finale par le Cercle des nageurs de Senlis, troisième du championnat de national 1 de 2009-2010.

#### Phase régulière
Le Montpellier Water-Polo prend la tête du championnat grâce au report de trois matches de la première journée, le Cercle des nageurs de Marseille, l'Olympic Nice natation et les Francs nageurs cheminots de Douai étant retenus par leurs tours de coupes d'Europe. Entre les quatrième et cinquième journées, sont jouées ces trois rencontres le 20 novembre, ainsi que le match FNC Douai contre CN Marseille de la huitième journée, le 24 novembre. Au terme de ces matches et de la cinquième journée, le CN Marseille est premier, suivi de l'ON Nice à trois points et de Montpellier WP à cinq points ; le premier poursuivant, le CN Aix-les-Bains, se situant six points derrière.
À partir de la neuvième journée du 15 janvier jusqu'à la finale, un match par journée devait être diffusé en direct par Lorenzi TV, une Web TV sportive, à la suite d'un accord entre ce site, la Fédération française de natation et l'Association des clubs de water-polo français. Cependant, avec l'interruption du championnat, à partir de la journée suivante, seul le match Montpellier WP-CN Marseille est diffusé le 15 janvier.
Au terme de cette dernière journée des matches aller, le Cercle des nageurs de Marseille est en tête du classement avec vingt-cinq points, trois points devant l'Olympic Nice natation. Mais, elle marque également la relance du conflit d'octobre 2009 entre une partie des arbitres et la Fédération.

#### Conflit entre la fédération, les arbitres et les clubs
Lors de la saison précédente, un conflit entre une partie des arbitres et la Fédération française de natation avait gêné, sans les empêcher, les matches de la coupe de France et des deux premières journées. Il reprend de la vigueur avec la mise en place du nouveau système de remboursement des frais des arbitres.
Une partie des arbitres décident progressivement, fin 2010, de ne pas se rendre disponibles pour les journées des championnats fédéraux. Des arbitres habitués des divisions inférieures à l'élite sont donc convoqués par la Fédération et officient lors de quatre des cinq matches de la neuvième journée. À Taverny, la FFN n'a pu affecté d'arbitre ; les deux clubs présents, Taverny Sports nautiques 95 et le Cercle des nageurs d'Aix-les-Bains, s'entendent pour établir une feuille de match indiquant un score de onze buts partout et de jouer la rencontre sous la forme d'une exhibition pour le public présent alors que l'article 2.4.3 impose à Taverny SN95 d'assurer le déroulement du match, même en l'absence d'arbitre fédéral.
Le mardi 18, pour une rencontre prévue auparavant au sujet des arbitres, Francis Luyce, président de la FFN, et Marc Crousillat, président de l'Association des clubs de water-polo français (ACWF), conviennent d'une réunion avec les deux associations d'arbitres le mardi 25 janvier, ainsi que de moyens permettant une meilleure représentation du water-polo au sein des instances dirigeantes de la FFN et une meilleure communication de ce sport.
Cependant, dans le même temps, l'ACWF appelle ses clubs membres de l'élite, ainsi que des divisions nationales 1 masculine et féminine, à ne pas jouer la journée du 22 janvier par mesure de sécurité ; les joueurs n'étant pas considérés comme suffisamment encadrés par les arbitres désignés,. La Fédération publie alors un communiqué. Après avoir rappelé l'opposition de « certains arbitres » au nouveau dispositif de remboursement et la non tenue de matches par « certains clubs », le communiqué indique que « la discipline [le water-polo] peut faire le choix de se saborder, mais cela ne s’opérera pas sous couvert de la Fédération. » La réunion du 25 janvier est annulée par la FFN qui ne souhaite pas entretenir « de discussions morcelées avec les représentants des uns ou des autres » et que son président « prendra donc très prochainement le soin d’échanger, de manière directe, avec les présidents responsables des clubs d’Elite et de N1 masculin et d’Elite féminin. ». Cette réunion est annoncée pour le 26 février.
Le 27 janvier, l'appel de l'ACWF à ses membres de l'élite et des championnats masculin et féminin de nationale 1 de ne pas jouer devient sans limite de temps jusqu'à la résolution du conflit arbitres-fédération. Début février, l'ACWF demande la médiation du ministre des Sports Chantal Jouanno et du Comité national olympique et sportif français (CNOSF).
Par ailleurs, le 3 janvier 2011, l'ACWF annonce l'organisation d'« états généraux du water-polo français » les 26 et 27 mars 2011 à Marseille.

#### Dénouement du conflit et fin de la phase régulière
Après les réunions Fédération-présidents de clubs et Fédération-associations d'arbitres, les parties s'entendent sur de nouvelles grilles et règles d'indemnisation des arbitres, ainsi que sur la meilleure représentativité du water-polo au sein de la FFN et la création d'une « ligue promotionnelle ».
Le championnat reprend le samedi 12 mars avec la quinzième journée. L'ensemble des matches non joués, y compris Taverny SN95 contre CN Aix-les-Bains le 7 mai 2011, sont à jouer dans le cadre d'un nouveau calendrier repoussant le terme de la phase régulière au 21 mai et celui de la phase finale à juin.
En profitant d'un match de retard du CN Marseille et en gagnant contre cette équipe, le 9 avril, le Montpellier WP prend la tête du championnat, à partir des matches de la douzième journée des 2 et 3 avril, grâce à sa différence générale de buts vis-à-vis de l'ON Nice. Le CN Marseille est premier après l'avant-dernière journée du 14 mai et son match rattrapé le 15, mais à égalité de points avec Montpellier WP et l'ON Nice. Au terme de l'avant-dernière journée, seules les quatrième place (CN Aix-les-Bains) et dixième place (Reims N89) sont définitivement acquises.
Son capitaine Ludovic Lafumas ayant été gravement blessé en mars, Aix-en-Provence Natation fait appel, dans une application au règlement, à un remplacement pour raison médicale, le joueur et champion olympique hongrois, Tamás Varga.
Grâce à sa victoire sur l'ON Nice lors de la dernière journée, le 21 mai, et sa différence de buts particulière (+1) dans ses rencontres contre le CN Marseille, Montpellier WP termine premier de la phase régulière. En bas de tableau, les quatre derniers au classement ayant perdu leur rencontre, Aix-en-Provence N doit jouer un barrage contre le deuxième du championnat de national 1, le Cercle des nageurs de Senlis. Reims N89 est relégué en national 1.

## Phases finales

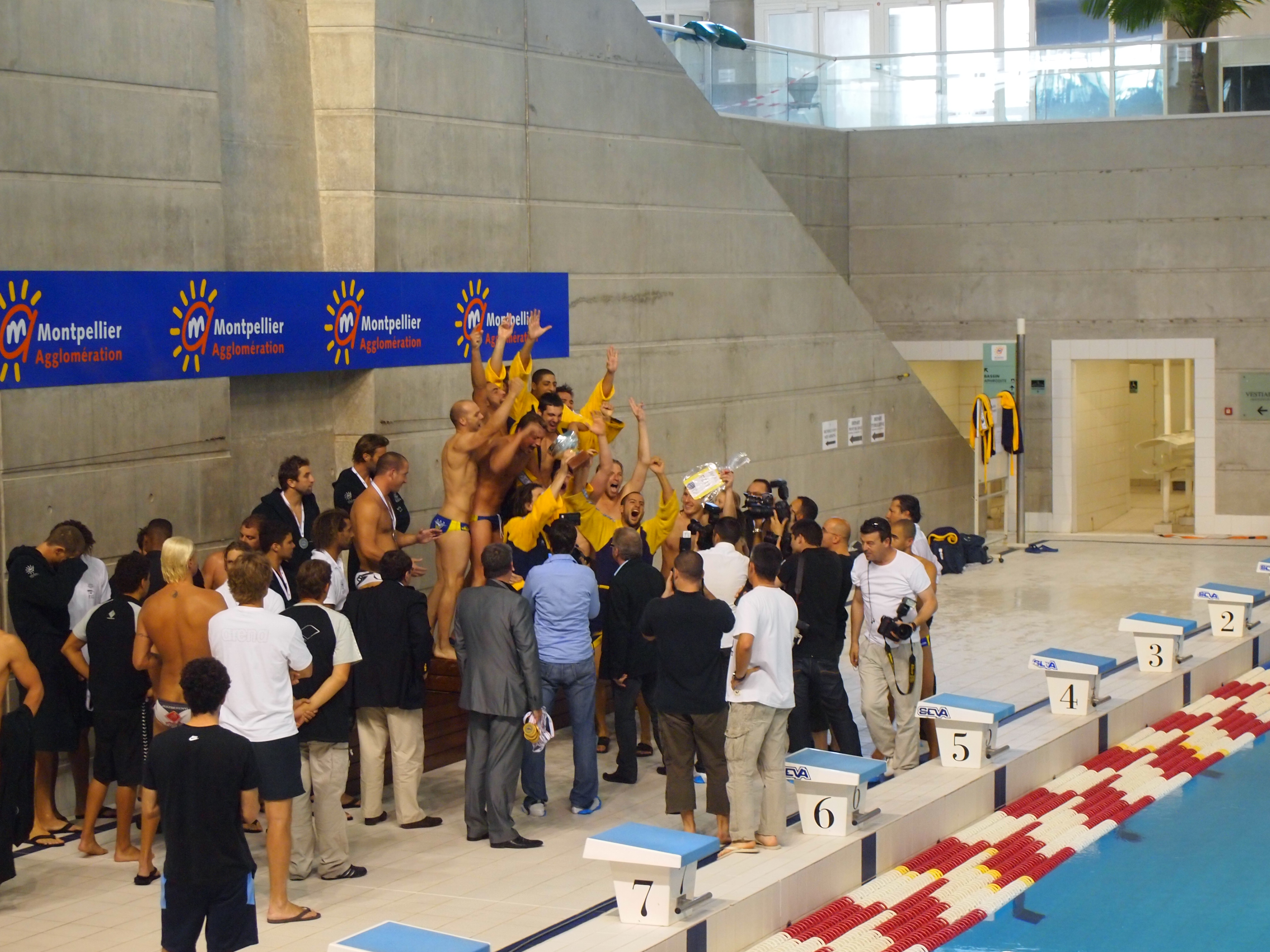
L'équipe du Cercle des nageurs de Marseille brandit le trophée après le match d’appui de la finale contre Montpellier Water-Polo, le 19 juin 2011.

Trois phases finales ont lieu : la première pour le titre de champion de France et les qualifications aux coupes d'Europe de la Ligue européenne de natation, la deuxième pour la cinquième place et la qualification à la coupe de la Confédération méditerranéenne de natation et la troisième est un barrage entre l'avant-dernier de l'élite et le deuxième de national 1.
Chaque confrontation des phases finales se joue en deux matches gagnés par la même équipe, quitte à jouer un troisième match le dimanche suivant le match retour. Aucun match ne peut se finir par un match nul. À cette fin, sont prévues des prolongations et une séance de tirs au but pour départager les équipes. L'équipe la mieux classée en phase régulière organise les matches retour et d'appui.
Initialement prévue du 7 au 28 mai, la phase finale est repoussée du 28 mai au 19 juin à la suite du report des journées non jouées pendant le conflit entre la fédération et les arbitres.

### Pour le titre de champion
| Hôte aller                                | aller                                    | retour                                   | appui                                    | Hôte retour et d'appui                   | quarts-temps aller                       | quarts-temps retour                      | quarts-temps appui                       |
| Demi-finales (28 ou 30 mai, 5 et 6 juin)  | Demi-finales (28 ou 30 mai, 5 et 6 juin) | Demi-finales (28 ou 30 mai, 5 et 6 juin) | Demi-finales (28 ou 30 mai, 5 et 6 juin) | Demi-finales (28 ou 30 mai, 5 et 6 juin) | Demi-finales (28 ou 30 mai, 5 et 6 juin) | Demi-finales (28 ou 30 mai, 5 et 6 juin) | Demi-finales (28 ou 30 mai, 5 et 6 juin) |
| ----------------------------------------- | ---------------------------------------- | ---------------------------------------- | ---------------------------------------- | ---------------------------------------- | ---------------------------------------- | ---------------------------------------- | ---------------------------------------- |
| CN Aix-les-Bains (4e)                     | 6-8                                      | 5-12                                     |                                          | Montpellier WP (1er)                     | 2-2 ; 2-2 ; 1-2                          | 2-2 ; 2-2 ; 0-4 ; 1-4                    |                                          |
| ON Nice (3e)                              | 4-12                                     | 8-14                                     |                                          | CN Marseille (2e)                        | 2-4 ; 2-4 ; 0-2                          | 1-4 ; 3-4 ; 1-3 ; 3-3                    |                                          |
| Match de classement 3e/4e (11 et 18 juin) |                                          |                                          |                                          |                                          |                                          |                                          |                                          |
| CN Aix-les-Bains                          | 4-9                                      | 5-13                                     |                                          | ON Nice                                  | 0-3 ; 0-4 ; 2-0 ; 2-2                    | 0-5 ; 2-2 ; 1-1 ; 2-5                    |                                          |
| Finale (11, 18 et 19 juin)                |                                          |                                          |                                          |                                          |                                          |                                          |                                          |
| CN Marseille                              | 9-7                                      | 7-8                                      | 10-5                                     | Montpellier WP                           | 4-1 ; 3-2 ; 1-1 ; 1-3                    | 2-2 ; 1-2 ; 1-3 ; 3-1                    | 2-2 ; 1-1 ; 3-2 ; 4-0                    |

Comme pendant la saison 2009-2010, la finale doit se jouer en trois matches pour départager le Cercle des nageurs de Marseille, tenant du titre, et le Montpellier Water-Polo.
À l'aller à Marseille, le 11 juin, les joueurs du CNM prennent et maintiennent l’avantage au score dès le premier quart-temps (4 quatre buts à un) et gagnent neuf buts à sept. Le match retour du 18 juin se joue à la piscine olympique d’Antigone devant un nombre record de spectateurs pour un match de water-polo en France, évalué à 1 500 par le club hôte d’après les pré-ventes puis « à près de 2 000 » après le match. Malgré un démarrage favorable au CNM, les joueurs de Montpellier mènent au score jusqu'à quatre buts d’avance pendant l’essentiel du match. Cependant, les Marseillais ont dominé le dernier quart-temps revenant au score de 8-7. Le dernier tir pour l’égalisation d’Ugo Croussillat est stoppé par le gardien hongrois Gábor Jászberényi (80 % d’arrêts entre le début du match et le milieu du troisième quart-temps).
Le match d’appui est joué à Montpellier le lendemain en début d’après-midi devant au moins 1 500 spectateurs. Les deux équipes se tiennent au score pendant la première mi-temps, avant que le CNM prennent un à deux buts d’avance lors du troisième quart-temps (5-6). À la fin de ce quart-temps, deux joueurs de Marseille, Mehdi Marzouki et Thibault Simon, sont définitivement exclus pour une troisième faute défensive entraînant une réaction de leur entraîneur contre l’arbitre et son exclusion. Lors du dernier quart-temps qui suit, les Montpelliérains craquent, les Marseille marquent quatre buts sans répartie adverse et remportent le match dix buts à cinq.
Cependant, lors de cette finale, les deux entraîneurs ont reçu un carton rouge pour avoir protesté contre les décisions arbitrales. Fabien Vasseur du MWP reçoit deux cartons jaunes lors du match aller arbitré par Pascal Bouchez et Pascal Planchon. À la fin du troisième quart-temps, Petar Kovačević du CNM conteste l'exclusion définitive de deux de ses joueurs et reçoit un carton rouge de l’arbitre Pierre Bonnay. Kovačević « [se jette] sur l’arbitre pour le frapper avant d’être ceinturé par le manager général Armand Mikaelian », d’après le résumé du match de Jérôme Diesnis de L'Équipe, « a bien bousculé » dans le même quotidien le surlendemain. La scène après le carton rouge est filmée et diffusée sur sa page officielle Dailymotion par TV Sud. Les arbitres, Bonnay et Alban David, décident de continuer la rencontre, ce qu'accepte le délégué fédéral présent, Jean-Claude Chambraud.
Le lendemain du match, le 20 juin, Francis Luyce, président de la Fédération française de natation, suspend la licence de Petar Kovačević comme « mesure conservatoire » en attendant son audition lors d’une commission de discipline le 7 juillet suivant. S'il reconnaît que « sportivement, le CNM a gagné son match comme il devait le faire », Christophe Spillaert, président du Montpellier Water-Polo, pense que « le match aurait dû être arrêté ». Le lendemain, dans un entretien pour Midi libre, il est gêné que l'homme politique marseillais Patrick Mennucci soit entré dans l'aire réservé aux joueurs pendant l’incident ; le journaliste signalant également les injures proférés contre l’arbitre et les joueurs de Montpellier par des joueurs marseillais.
Pour sa défense, Petar Kovačević reconnaît avoir été « énervé » et qu'il « regrette son geste ». Il affirme être ainsi intervenu pour protéger les joueurs des deux équipes « parce que ce match c'était un minimum de water-polo et un maximum de boxe ». Il juge que les arbitres des matches retour et d’appui « n'étaient pas honnêtes vis-à-vis des joueurs de Marseille et de Montpellier ». Après avoir été entendu par la commission de discipline, l'entraîneur monténégrin reçoit le 12 juillet la sanction d’une suspension de vingt-quatre mois dont six mois avec sursis.
Les conséquences de cet incident sont immédiates pour les équipes de France de water-polo puisque Kovačević est l’entraîneur de l'équipe masculine. Il est remplacé temporairement par son adjoint, l’entraîneur de l'Olympic Nice Natation, Samuel Nardon, lors du France-Suisse du 2 juillet. Avec sa suspension d’un an et demi, il manque néanmoins un entraîneur pour l'équipe emmenée à l'Universiade d'été 2011 et pour le match de qualification européenne du 1er octobre.
Kovačević est entendu en appel le 30 août 2011. Il est finalement sanctionné par neuf matches de championnat auxquels il ne pourra pas officiellement participé. Sa licence est rétabli au 15 septembre, lui permettant de reprendre son activité d’entraîneur de l’équipe de France.

### Pour la cinquième place
Le règlement prévoyant que les finales du championnat de l’élite doivent être disputées dans des bassins aux normes de la Fédération internationale de natation (soit au moins trente mètres par vingt), le match DFC Sète-FNC Douai est joué à la piscine d’Antigone de Montpellier et le retour à la piscine Marx-Dormoy de Lille.
| Hôte aller                                | aller                              | retour                             | appui                              | Hôte retour et d'appui             | quarts-temps aller                 | quarts-temps retour                | quarts-temps appui                 |
| Demi-finales (28 mai, 4 et 5 juin)        | Demi-finales (28 mai, 4 et 5 juin) | Demi-finales (28 mai, 4 et 5 juin) | Demi-finales (28 mai, 4 et 5 juin) | Demi-finales (28 mai, 4 et 5 juin) | Demi-finales (28 mai, 4 et 5 juin) | Demi-finales (28 mai, 4 et 5 juin) | Demi-finales (28 mai, 4 et 5 juin) |
| ----------------------------------------- | ---------------------------------- | ---------------------------------- | ---------------------------------- | ---------------------------------- | ---------------------------------- | ---------------------------------- | ---------------------------------- |
| SN Strasbourg (8e)                        | 10-11                              | 7-13                               |                                    | FNC Douai (5e)                     | 2-2 ; 2-2 ; 4-4 ; 2-3              | 1-3 ; 1-4 ; 2-2 ; 3-4              |                                    |
| Taverny SN95 (7e)                         | 9-8                                | 3-7                                | 9-19                               | DFC Sète (6e)                      | 1-2 ; 3-1 ; 2-1 ; 3-4              | 0-0 ; 2-3 ; 1-3 ; 0-1              | 4-6 ; 2-3 ; 1-2 ; 2-8              |
| Match de classement 7e/8e (10 et 16 juin) |                                    |                                    |                                    |                                    |                                    |                                    |                                    |
| SN Strasbourg                             | 14-15                              | 7-10                               |                                    | Taverny SN95                       | 3-5 ; 4-4 ; 3-4 ; 4-2              | 1-4 ; 0-3 ; 4-0 ; 2-3              |                                    |
| Match de classement 5e/6e (11 et 18 juin) |                                    |                                    |                                    |                                    |                                    |                                    |                                    |
| DFC Sète                                  | 16-10                              | 10-9                               |                                    | FNC Douai                          | 1-5 ; 7-1 ; 4-2                    | 3-1 ; 2-2 ; 2-3 ; 3-3              |                                    |

### Barrage
En remportant les deux matches, Aix-en-Provence Natation se maintient en élite pour la saison 2011-2012.
| Hôte aller (4 juin) | aller | retour | appui | Hôte retour et d'appui (11 et 12 juin) | quarts-temps aller            | quarts-temps retour   | quarts-temps appui |
| ------------------- | ----- | ------ | ----- | -------------------------------------- | ----------------------------- | --------------------- | ------------------ |
| CN Senlis (2e N1)   | 10-11 | 5-13   |       | Aix-en-Provence N (9e)                 | 5-2 ; 1-4 ; 2-2 P : 0-0 ; 0-1 | 2-2 ; 0-2 ; 2-5 ; 1-4 |                    |

## Bilan de la saison

### Classement final
| Rang | Équipes                            |
| ---- | ---------------------------------- |
| 1    | Cercle des nageurs de Marseille    |
| 2    | Montpellier Water-Polo             |
| 3    | Olympic Nice Natation              |
| 4    | Cercle des nageurs d’Aix-les-Bains |
| 5    | Dauphins FC Sète                   |
| 6    | Francs nageurs cheminots de Douai  |
| 7    | Taverny Sports nautiques 95        |
| 8    | Société de natation de Strasbourg  |
| 9    | Aix-en-Provence Natation           |
| 10   | Reims Natation 89                  |

### Honneurs, qualifications et relégations
| Tableau d'Honneur        | Tableau d'Honneur               |
| Compétition              | Vainqueur                       |
| ------------------------ | ------------------------------- |
| Champion de France élite | Cercle des nageurs de Marseille |
| Coupe de France          | Cercle des nageurs de Marseille |

| Qualifications européennes, saison 2011-2012 | Qualifications européennes, saison 2011-2012                                          |
| Compétition, tour                            | Clubs                                                                                 |
| -------------------------------------------- | ------------------------------------------------------------------------------------- |
| Ligue des champions                          | 2 ou 3 clubs : Cercle des nageurs de Marseille et Montpellier Water-Polo              |
| LEN Euro Cup (premier tour)                  | si 2 clubs en Euroligue : Olympic Nice Natation et Cercle des nageurs d’Aix-les-Bains |
| Coupe COMEN 2011-2012                        | Dauphins FC Sète                                                                      |

Note : en fin de saison, les coupes d’Europe masculines sont renommés par la Ligue européenne de natation pour la saison 2011-2012
| Promotions et relégations | Promotions et relégations                           | Promotions et relégations   |
|                           | Début de saison                                     | Fin de saison               |
| ------------------------- | --------------------------------------------------- | --------------------------- |
| Relégués en National 1    | Nautic Club angérien et Cercle des nageurs noiséens | Reims Natation 89           |
| Promus de National 1      | Reims Natation 89 et Taverny Sports nautiques 95    | Cercle des nageurs noiséens |

Relégué la saison précédente à la suite de sa défaite en barrage contre Taverny Sports nautiques 95, le Cercle des nageurs noiséens remonte en élite avec le titre de champion de national 1.

### Distinctions de l'ACWF
Pour la troisième année consécutive, après la phase régulière, l'Association des clubs de water-polo français remet des distinctions votées par les dix entraîneurs des clubs de l'élite et le webmestre du site de l'ACWF.
| Distinctions de l'ACWF 2011                                  | Distinctions de l'ACWF 2011                   | Distinctions de l'ACWF 2011 |
| ------------------------------------------------------------ | --------------------------------------------- | --------------------------- |
| Meilleur joueur                                              | Mickaël Bodegas (CNM)                         |                             |
| Meilleur gardien                                             | Rémi Garsau* (CNM) et Gabor Jászberényi (MWP) |                             |
| Meilleur buteur                                              | Ivan Delas (DFCS)                             |                             |
| Meilleur espoir (né en 1991 et après)                        | Enzo Khasz (ONN)                              |                             |
| Meilleur entraîneur                                          | Petar Kovačević* (CNM)                        |                             |
| Meilleurs arbitres                                           | Pierre Bonnay et Pascal Bouchez*              |                             |
| Meilleur club organisateur (mise en scène, ambiance, public) | Montpellier Water-Polo*                       |                             |

Les personnes et club marqués d'une astérisque (*) ont reçu la même distinction à la fin de la saison 2009-2010.

## Parcours en coupes d'Europe
À la suite de la phase finale du championnat 2009-2010, quatre clubs français sont qualifiés pour les deux coupes d'Europe : le Cercle des nageurs de Marseille et Montpellier Water-Polo en Euroligue, les Francs nageurs cheminots de Douai et l'Olympic Nice Natation au trophée de la Ligue européenne de natation (trophée LEN). L'objectif des deux premiers est d'atteindre le tour préliminaire de l'Euroligue et d'obtenir par leur classement final que la France soit dans les huit premières nations pour permettre l'ouverture d'une place qualificative supplémentaire,.
Au premier tour de l'Euroligue fin septembre 2010, le Cercle des nageurs de Marseille se qualifie en terminant deuxième du groupe D joué à Budva, au Monténégro, tandis que le Montpellier Water-Polo termine troisième du groupe C du joué à Szeged, en Hongrie, et est reversé au second tour du trophée LEN. Cela arrive également au CN Marseille au terme du second tour, joué du 8 au 10 octobre, lorsque l'équipe termine quatrième et dernière du groupe G.
Lors du premier tour du trophée LEN, du 7 au 10 octobre, les Francs nageurs cheminots de Douai termine deuxième du groupe B avec une victoire contre le tenant du titre, le club monténégrin Vaterpolo Akademija Cattaro, pendant que l'Olympic Nice natation prend la troisième place du groupe A.
Au second tour du trophée LEN du 22 au 24 octobre, seul le Cercle des nageurs de Marseille se qualifie pour les huitièmes de finale en terminant deuxième du groupe I ; les clubs de Douai, Montpellier et Nice terminent troisièmes de leurs groupes respectifs. Mi-novembre, les Marseillais battent le club italien Circolo Nautico Posillipo de Naples huit buts à sept à l'aller en France, mais sont rattrapés au score cumulé au retour (6-7, soit quatorze buts partout), le 18 décembre. La qualification marseillaise pour les quarts de finale intervient aux tirs à buts, trois réussis contre deux.
En quart de finale, le CN Marseille bat deux fois Brixia Leonessa Nuoto, trois fois vainqueurs de la compétition dans les années 2000 : 7 buts à 6 à Marseille le 19 janvier, même score à Brescia le 2 février.
Pour sa première demi-finale en coupes européennes, le club marseillais doit de nouveau affronter un club italien, la Rari Nantes Savona qui l'élimine sur un score total de dix-neuf buts à quatorze (égalité 9-9 à l'aller à Marseille, défaite française 10-5 en Italie).

## Sources
- [PDF] Water-polo. Règlement 2010-2011, Fédération française de natation ; fichier consulté le 19 juin 2010.